# Lliga xinesa de futbol
La Superlliga de l'Associació xinesa de futbol coneguda comunament com a Superlliga xinesa (en xinès: 中国 足球 协会 超级 联赛), és la competició més important de futbol professional de la República de la Xina i que és organitzada per l'Associació xinesa de futbol.
La Superlliga va ser creada en comptes de l'antiga Lliga Jia A de l'Associació xinesa de futbol, que actualment és la segona divisió del país, el 2004.
Originalment estava composta per 12 equips, passant a 14 equips el 2005, 15 equips el 2006, i 16 equips a partir del 2007.

## Història
Com altres països asiàtics, la Xina no va comptar amb una lliga professional de futbol fins als anys 1990. El 1994 es va celebrar la primera temporada de la Jia A, lliga que permetia la participació en la màxima categoria de clubs pertanyents a empreses, i obligava a tots els seus membres a adoptar el professionalisme. Anteriorment, només podien participar en els campionats nacionals els clubs relacionats amb les federacions locals, o aquells vinculats a estaments com l'exèrcit o la policia. El primer campió va ser el Dalian Shide, llavors conegut com a Dalian Wanda.
El campionat va mantenir una bona progressió fins al 1997, després que la selecció de futbol de la Xina no va poder classificar-se pel Mundial de 1998 de França. A partir de llavors, l'assistència als estadis va caure i l'interès no es va recuperar fins que el combinat nacional es va classificar a la Copa Mundial del 2002. Per donar una major estabilitat al futbol xinès, la federació nacional va modificar de nou el campionat, i el 2004 el va convertir en la Superlliga xinesa. El nou torneig obligava als seus participants a complir una sèrie de requisits econòmics, així com fomentar la pedrera i limitar la contractació d'estrangers.
Al llarg de la seva història, la Superlliga xinesa s'ha vist embolicada en diversos escàndols relacionats amb apostes esportives i presumptes tripijocs de partits, que van provocar fins i tot que la Televisió Central de la Xina rebutgés donar cobertura al torneig el 2009. Aquest any la federació xinesa va baixar a dos equips per aquest motiu, i el 2010 el Govern xinès va forçar la dimissió d'alts responsables del futbol nacional.

## Format
La Super Lliga Xinesa presenta un format idèntic al de la majoria de campionats de futbol, amb una competició de lliga regular que es disputa des del març fins al novembre. Hi participen 16 equips, que s'enfronten entre si en dues rondes, a anada i tornada. L'equip amb més punts al final de temporada es proclama campió de lliga, mentre que els dos últims baixen al segon nivell del futbol xinès, la Primera divisió xinesa. Hi ha també un campionat de copa, la Copa xinesa de futbol.
La lliga es regeix pel reglament FIFA, amb tres punts per victòria, un en cas d'empat i cap en derrota. Per promoure el futbol xinès, la Federació nacional limita el nombre de jugadors estrangers a cinc per equip, amb una plaça extra per a aquells que provinguin d'un país adscrit a la Confederació Asiàtica. En competicions internacionals, els quatre primers classificats de la lliga representen la Xina en la Lliga de Campions de l'AFC.

## Equips (temporada 2018-19)

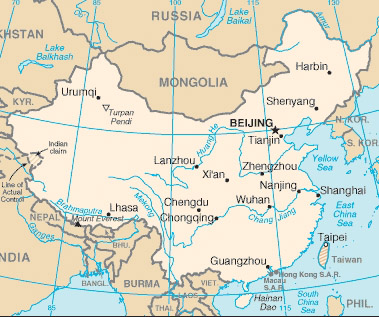
Mapa de la Xina.

| Club                       | Ciutat       | Estadi                             | Capacitat |
| -------------------------- | ------------ | ---------------------------------- | --------- |
| Beijing Guoan              | Pequín       | Estadi dels Treballadors           | 72.000    |
| Changchun Yatai            | Changchun    | Development Area Stadium           | 28.669    |
| Chongqing Lifan            | Chongqing    | Chongqing Olympic Sports Center    | 58. 660   |
| Guangzhou Evergrande       | Guangzhou    | Estadi Tianhe                      | 60.151    |
| Guangzhou R&F              | Guangzhou    | Yuexiushan Stadium                 | 35.000    |
| Hangzhou Greentown FC      | Hangzhou     | Yellow Dragon Sports Center        | 52.672    |
| Henan Jianye FC            | Zhengzhou    | Zhengzhou Hanghai Stadium          | 29.000    |
| Hebei China Fortune        | Qinhuangdao  | Estadi Olímpic                     | 33.500    |
| Jiangsu Suning             | Nankín       | Centre Esportiu Olímpic de Nankín  | 65.769    |
| Liaoning FC                | Panjin       | Panjin Stadium                     | 35.600    |
| Shandong Luneng            | Jinan        | Shandong Sports Center             | 58.000    |
| Shijiazhuang Ever Bright   | Shijiazhuang | Yutong International Sports Center | 38.000    |
| Shanghai Greenland Shenhua | Shanghai     | Hongkou Football Stadium           | 33.060    |
| Tianjin Teda               | Tianjin      | Estadi Olímpic de Tianjin          | 54.696    |
| Shanghai SIPG              | Shanghai     | Estadi de Xangai                   | 56.842    |
| Yanbian Funde              | Yanji        | Nou Estadi de Yanbian              | 30.000    |

## Historial
Font:
Campionat Nacional (amateur)
- 1951:  North East China (1)
- 1952: No es disputà
- 1953:  Ba Yi (1) [a]
- 1954:  North East China (2)
- 1955:  Central Sports Institute (1)
- 1956:  Beijing Youth B (1)
- 1957:  Beijing (2)
- 1958:  Beijing (3)
- 1959: No es disputà
- 1960:  Tianjin (1)
- 1961:  Shanghai (1)
- 1962:  Shanghai (2)
- 1963:  Beijing Youth (4)
- 1964:  Beijing Sports Institute (1) [b]
- 1965:  Jilin (1)
- 1966: No finalitzat
- 1967-1972: No es disputà
- 1973:  Beijing (5)
- 1974:  Ba Yi (2) [a]
- 1975: No es disputà
- 1976: No finalitzat
- 1977:  Ba Yi (3) [a]
- 1978:  Liaoning (1)
- 1979:  Guangdong (1)
- 1980:  Tianjin (2)
- 1981:  Ba Yi (4) [a]
- 1982:  Beijing (6)
- 1983-N:  Tianjin (3) [c]
- 1983-S:  Guangdong (2) [d]
- 1984:  Beijing (7)
- 1985:  Liaoning (2)
- 1986:  Ba Yi (5) [a]

Lliga Jia-A (semi-professional)
- 1987:  Liaoning (3)
- 1988:  Liaoning (4)
- 1989:  Xina B (1)
- 1990:  Liaoning (5)
- 1991:  Liaoning (6)
- 1992:  Liaoning (7)
- 1993:  Liaoning Dongyao (8)

Lliga Jia-A (professional)
- 1994:  Dalian Wanda (1)
- 1995:  Shanghai Shenhua (3)
- 1996:  Dalian Wanda (2)
- 1997:  Dalian Wanda (3)
- 1998:  Dalian Wanda (4)
- 1999:  Shandong Luneng Taishan (1)
- 2000:  Dalian Shide (5)
- 2001:  Dalian Shide (6)
- 2002:  Dalian Shide (7)
- 2003: Revocat [e]

Super Lliga (professional)
- 2004:  Shenzhen Jianlibao (1)
- 2005:  Dalian Shide (8)
- 2006:  Shandong Luneng Taishan (2)
- 2007:  Changchun Yatai (1)
- 2008:  Shandong Luneng (3)
- 2009:  Beijing Guoan (8)
- 2010:  Shandong Luneng (4)
- 2011:  Guangzhou Evergrande (1)
- 2012:  Guangzhou Evergrande (2)
- 2013:  Guangzhou Evergrande (3)
- 2014:  Guangzhou Evergrande (4)
- 2015:  Guangzhou Evergrande (5)
- 2016:  Guangzhou Evergrande (6)
- 2017:  Guangzhou Evergrande (7)
- 2018:  Shanghai SIPG (1)
- 2019:  Guangzhou Evergrande (8)
- 2020:  Jiangsu Suning (1)
- 2021:  Shandong Taishan (5)
- 2022:  Wuhan Three Towns (1)

## Premis
Els premis oficials de la Superliga xinesa són concedits als jugadors, entrenadors i àrbitres segons les seves actuacions durant aquesta temporada.

### Jugador més important de la lliga
Els guanyadors d'aquest premi són:
| Any  | Futbolista         | Club                 | Nacionalitat    |
| ---- | ------------------ | -------------------- | --------------- |
| 2004 | Zhao Junzhe        | Liaoning Zhongyu     | R.P. de la Xina |
| 2005 | Branko Jelic       | Beijing Guoan        | Sèrbia          |
| 2006 | Zheng Zhi          | Shandong Luneng      | R.P. de la Xina |
| 2007 | Du Zhenyu          | Changchun Yatai      | R.P. de la Xina |
| 2008 | Emil Martínez      | Shanghai Shenhua     | Hondures        |
| 2009 | Samuel Caballero   | Changchun Yatai      | Hondures        |
| 2010 | Duvier Riascos     | Shanghai Shenhua     | Colòmbia        |
| 2011 | Muriqui            | Guangzhou Evergrande | Brasil          |
| 2012 | Cristian Dănălache | Jiangsu Sainty       | Romania         |
| 2013 | Darío Conca        | Guangzhou Evergrande | Argentina       |
| 2014 | Elkeson            | Guangzhou Evergrande | Brasil          |

### Bota d'or
El premi és concedit al màxim golejador de la temporada.
| Any  | Futbolista         | Club                 | Nacionalitat    | Gols |
| ---- | ------------------ | -------------------- | --------------- | ---- |
| 2004 | Kwame Ayew         | Inter Shanghai       | Ghana           | 17   |
| 2005 | Branko Jelic       | Beijing Guoan        | Sèrbia          | 21   |
| 2006 | Li Jinyu           | Shandong Luneng      | R.P. de la Xina | 26   |
| 2007 | Li Jinyu           | Shandong Luneng      | R.P. de la Xina | 15   |
| 2008 | Éber Luís          | Tianjin Teda         | Brasil          | 14   |
| 2009 | Hernán Barcos      | Shanghai Shenhua     | Argentina       | 17   |
| 2010 | Duvier Riascos     | Shanghai Shenhua     | Colòmbia        | 20   |
| 2011 | Muriqui            | Guangzhou Evergrande | Brasil          | 16   |
| 2012 | Cristian Dănălache | Jiangsu Sainty       | Romania         | 23   |
| 2013 | Elkeson            | Guangzhou Evergrande | Brasil          | 24   |
| 2014 | Elkeson            | Guangzhou Evergrande | Brasil          | 28   |

### Entrenador de l'any
L'entrenador millor considerat de cada temporada.
| Any  | Nacionalitat    | Entrenador              | Club                 | Resultats                             |
| ---- | --------------- | ----------------------- | -------------------- | ------------------------------------- |
| 2004 | R.P. de la Xina | Zhu Guanghu             | Shenzhen Jianlibao   | Campió de la Superlliga xinesa        |
| 2005 | Sèrbia          | Vladimir Petrovic Pizon | Dalian Shide         | Campió de la Superlliga i Copa xinesa |
| 2006 | Sèrbia          | Ljubisa Tumbakovic      | Shandong Luneng      | Campió de la Superlliga i Copa xinesa |
| 2007 | R.P. de la Xina | Gao Hongbo              | Changchun Yatai      | Campió de la Superlliga xinesa        |
| 2008 | Sèrbia          | Ljubisa Tumbakovic      | Shandong Luneng      | Campió de la Superlliga xinesa        |
| 2009 | R.P. de la Xina | Tang Yaodong            | Henan Jianye         | Tercer de la Superlliga xinesa        |
| 2010 | Croàcia         | Branko Ivankovic        | Shandong Luneng      | Campió de la Superlliga xinesa        |
| 2011 | R.P. de la Xina | Dt. Lin                 | Liaoning Whowin      | Tercer de la Superlliga xinesa        |
| 2012 | Sèrbia          | Dragan Okuka            | Jiangsu Sainty       | Subcampió de la Superlliga xinesa     |
| 2013 | Itàlia          | Marcello Lippi          | Guangzhou Evergrande | Campió de la Superlliga xinesa        |
| 2014 | Espanya         | Gregorio Manzano        | Beijing Guoan        | Subcampió de la Superlliga xinesa     |